# Sing It Back
Sing It Back (Boris Musical Mix) è un singolo dei Moloko, pubblicato nel 1999.

## Descrizione
La prima apparizione del brano nella versione originale fu nel secondo album dei Moloko, I Am Not a Doctor. La canzone ebbe successo quando venne remixata dal DJ Boris Dlugosch. Murphy aveva iniziato a scrivere i testi, mentre veniva suonata in discoteca a New York City..
Insieme alla loro casa discografica avevano commissionato un remix per Todd Terry. I Moloko non erano soddisfatti del remix di Terry e dovettero convincere la loro etichetta (Echo Records) per mettere la versione di Boris Dlugosh. La versione remixata venne finalmente presentata su oltre 100 compilation, e successivamente venne aggiunto il terzo album di Moloko, Things To Make And Do, dopo aver raggiunto la top ten nella Official Singles Chart. Nel 1999 raggiunge il numero uno della Hot Dance Club Play.

## Video musicale
Nel video musicale compare la vocalist Róisín Murphy ballare da sola in un vestito metallico, accompagnata da effetti di luce psichedelici. Il video è stato diretto da Dawn Shadforth. Il video è disponibile anche nel DVD in edizione speciale dei Moloko per l'album Statues. Esistono anche diversi video live, tra cui uno in film concerto dal vivo del gruppo 11.000 Clic, una versione da concerto simile all' olandese' Pinkpop festival, una versione televisiva del telefilm Later... with Jools Holland, e una versione samba vista su MTV Brasile.

## Tracce e formati
UK CD single 1
1. "Sing It Back" (Tee's Radio) (3:25)
2. "Sing It Back" (Booker T Loco Mix) (5:22)
3. "Sing It Back" (DJ Plankton's Dub) (8:32)

UK CD single 2
1. "Sing It Back" (Boris Musical Mix) (Edit) (4:38)
2. "Sing It Back" (Herbert's Tasteful Dub) (5:38)
3. "Sing It Back" (Tee's Freeze Mix) (9:02)

UK CD single re-release
1. "Sing It Back" (Boris Musical Mix) (Edit) (4:38)
2. "Sing It Back" (Can 7 Supermarket Mix) (Edit) (04:03)
3. "Sing It Back" (Album Version) (4:23)

French CD single
1. "Sing It Back" (Boris Musical Mix) (Edit) (4:38)
2. "Sing It Back" (Tee's Radio) (3:25)

German maxi single
1. "Sing It Back" (Boris Radio Edit) (3:35)
2. "Sing It Back" (Can 7 Supermarket Radio) (3:55)
3. "Sing It Back" (Mousse T's Boot Edit) (3:55)
4. "Sing It Back" (Boris Musical Mix) (9:15)
5. "Sing It Back" (Can 7 Supermarket Mix) (8:14)
6. "Sing It Back" (Mousse T's Bootleg Dub) (7:35)

USA / Canada maxi single
1. "Sing It Back" (Tee's Radio) (3:25)
2. "Sing It Back" (Boris Musical Mix) (Edit) (4:38)
3. "Sing It Back" (Tee's Freeze Mix) (9:02)
4. "Sing It Back" (B.M.R. Clubcut Mix) (7:13)
5. "Sing It Back" (Boris Musical Mix) (9:15)
6. "Sing It Back" (Chez Maurice Mix) (9:06)
7. "Sing It Back" (Booker T Loco Mix) (5:22)
8. "Sing It Back" (Herbert's Tasteful Dub) (5:38)
9. "Sing It Back" (DJ Plankton's Dub) (8:32)
10. "Sing It Back" (House Of Lords Wig Out Mix) (8:43)

## Remix
- Boris Dlugosch produsse il "Boris Musical Mix", la versione più conosciuta. (9:17)
- Boris Dlugosch produsse anche il B.M.R Clubcut mix (7:13)
- Matthew Herbert (che avrebbe poi coprodotto il debutto da solista di Murphy) produsse un "Tasteful Dub", creato aggiungendo solo un suono campionato alla registrazione originale.  (5:58)
- Todd Terry Radio Mix. (3:26)
- Mousse T. contribuì con due remix, "Mousse T. Bootleg Dub" e "Mousse T. Feel Love Remix", che utilizzava una simile riff di basso sintetizzato della canzone "I Feel Love" di Donna Summer.
- Nel 2012 Andy Caldwell e Michael Teixeira collaborarono con una cover con la voce di Lisa Donnelly.[3]

## Classifiche
| Classifica (1999)                         | Posizione più alta |
| ----------------------------------------- | ------------------ |
| Australia (ARIA)                          | 20                 |
| Belgio (Ultratop 50 Fiandre)              | 31                 |
| Belgio (Ultratop 50 Vallonia)             | 26                 |
| Canada (RPM)                              | 2                  |
| Francia (SNEP)                            | 35                 |
| Germania (Media Control Charts)           | 47                 |
| Irlanda (IRMA)                            | 12                 |
| Italia (FIMI)                             | 35                 |
| Olanda (Dutch Top 40)                     | 24                 |
| Nuova Zelanda (RIANZ)                     | 27                 |
| Spagna (AFYVE)                            | 5                  |
| Svezia (Sverigetopplistan)                | 50                 |
| Svizzera (Schweizer Hitparade)            | 18                 |
| Regno Unito (The Official Charts Company) | 4                  |
| Stati Uniti (Billboard)                   | 1                  |